# Armoriale dei comuni della provincia di Pavia

Stemma della Provincia di Pavia

Questa pagina contiene le armi (stemmi e blasonature) dei comuni della provincia di Pavia.

## A
| Stemma | Comune e blasonatura | Gonfalone e/o bandiera |
| ------ | --- | ---------------------- |
|        | Alagna D'oro, alle due spade di acciaio al naturale, decussate, con le punte all'insù, esse spade attraversate dal biscione di verde, ondeggiante in palo, coronato con corona all'antica di cinque punte visibili, di rosso, ingollante il putto di carnagione, con le braccia aperte, capelluto di nero, il tutto accompagnato in punta dalla fascia diminuita di azzurro. Ornamenti esteriori da Comune. Gonfalone: Drappo di rosso… D.P.R. del 5 aprile 2006 |                        |
|        | Albonese Troncato: il PRIMO, di azzurro, alla corona comitale d'oro, con il cerchio gemmato e cordonato ai margini, con le nove perle visibili al naturale sostenute da punte; il SECONDO, di rosso pieno. Ornamenti esteriori da Comune. Gonfalone: Drappo troncato di rosso e di azzurro… |                        |
|        | Albuzzano D'azzurro, alla risaia posta sulla campagna ed accostata in capo da una testa di cervo; il tutto al naturale. Ornamenti esteriori da comune. Gonfalone: Drappo azzurro, riccamente ornato di ricami d'argento e caricato dello stemma sopra descritto con la iscrizione centrata in argento: Comune di Albuzzano. D.P.R. del 24 ottobre 1963 |                        |
|        | Arena Po Interzato in fascia: al 1º di azzurro, al covone d'oro ed al grappolo d'uva al naturale, uno accanto all'altro; al 2º d'argento, al castello di rosso, merlato alla ghibellina; al 3º di verde, a quattro bande ondate d'argento. Ornamenti esteriori di Comune. R.D. del 7 giugno 1885 Gonfalone: Drappo troncato di bianco e di azzurro… D.P.R. del 29 marzo 1982                                                                                     |                        |

## B
| Stemma | Comune e blasonatura | Gonfalone e/o bandiera |
| ------ | --- | ---------------------- |
|        | Badia Pavese Semipartito troncato: nel PRIMO, di azzurro, alle cinque spighe di grano, impugnate, d'oro, legate di rosso; nel SECONDO, di rosso, all'airone, al naturale, in profilo; nel TERZO, d'oro, alle due fasce diminuite, scorciate, a spina di pesce, di azzurro, la fascia superiore con cinque punte all'insù, quattro all'ingiù, la fascia inferiore, più corta, con tre punte all'insù e due all'ingiù. Ornamenti esteriori da Comune. Gonfalone: Drappo di azzurro… D.P.R. del 23 novembre 1998 |                        |
|        | Bagnaria Troncato: il primo di rosso, al castello d'argento, chiuso, murato di nero, torricellato di due e merlato alla guelfa; il secondo di argento, alla banda d'azzurro. Ornamenti esteriori da Comune. Gonfalone: Drappo troncato di bianco e di rosso… D.P.R. del 26 febbraio 1982 |                        |
|        | Barbianello Semipartito troncato: nel 1º d'azzurro alla lettera maiuscola romana B d'argento; nel 2º di rosso alle cinque spighe di grano, impugnate, d'oro, legate di azzurro; nel 3º d'oro a tredici monticelli di rosso, posti a tre, quattro, tre, due, uno. Ornamenti esteriori da Comune. Gonfalone: Drappo troncato di rosso nella parte superiore e di bianco nell'inferiore… |                        |
|        | Bascapè Di rosso, al castello d'oro, merlato e torricellato di due pezzi, aperto e finestrato del campo, fra le due torri, uno scudo troncato di rosso e di azzurro, al capo d'oro, all'aquila di nero. Ornamenti esteriori di Comune. Gonfalone: Drappo partito di rosso e di giallo. DPR del 19 maggio 1954 |                        |
|        | Bastida Pancarana Di rosso, alla fascia ondata di azzurro, accompagnata da due stelle di cinque raggi, d'oro, una in capo, l'altra in punta. Ornamenti esteriori da Comune. Gonfalone: Drappo di azzurro. |                        |
|        | Battuda Troncato: nel primo, di rosso, alla lettera maiuscola B, d'oro, calzato dello stesso; nel secondo, di azzurro, alle tre stelle di otto raggi, d'oro, poste due, una. Ornamenti esteriori da Comune. Gonfalone: Drappo di giallo. D.P.R. del 17 ottobre 1992 |                        |
|        | Belgioioso Semitroncato partito: nel primo d'argento alla croce di rosso; nel secondo scaccato d'argento e di rosso; nel terzo d'azzurro, all'aquila d'argento, coronata d'oro. Gonfalone: Drappo partito di giallo e di rosso… |                        |
|        | Bereguardo D'argento, alla torre di rosso, a base piramidale tronca, fondata su campagna di verde, murata di nero, merlata alla ghibellina, aperta e finestrata; sul merlo centrale un leone d'azzurro, rivolto verso una stella di otto raggi dello stesso, posta nel canton destro del capo. Ornamenti esteriori da Comune. Gonfalone: Drappo di azzurro… D.P.R. del 16 gennaio 1979 |                        |
|        | Borgarello Partito: il 1° di rosso, a due tronchi d'albero sradicati d'argento, in decusse, sormontati da una croce latina, il tutto su campagna ripartita: a) cinque punti d'argento equipollenti a quattro di rosso; b) d'oro, a tre rose di rosso, alternate da tre gigli male ordinati dello stesso; il 2° d'azzurro, ad una spiga di grano e di granoturco d'argento, in decusse, sormontate da una pianta di riso pure d'argento. Ornamenti esteriori da Comune. Gonfalone: Drappo partito di azzurro e di rosso. D.P.R. del 16 novembre 1976 |                        |
|        | Borgo Priolo Di azzurro, al castello d'argento, murato di nero, merlato alla ghibellina, formato da due torri riunite dalla cortina di muro, le torri merlate alla ghibellina di tre, finestrate ciascuna di uno del campo, la cortina merlata di sei, aperta del campo, esso castello sormontato dal tralcio di vite, posto in fascia, di verde, fruttato di due d'oro, pampinoso di quattro, di verde, due pampini all'insù, due all'ingiù. Ornamenti esteriori da Comune. Gonfalone: Drappo di bianco. D.P.R. del 19 gennaio 1999 |                        |
|        | Borgo San Siro D'argento, alla chiesa di rosso, mattonata di nero, formata dal corpo centrale e da due navate laterali, vista in prospettiva, volta verso destra, chiusa d'oro, con finestrella tonda centrale dello stesso, la navata destra finestrata di uno in facciata e di tre sul fianco, d'oro, la navata sinistra finestrata di uno in facciata, dello stesso, la chiesa munita di campanile, di rosso, mattonato di nero, unito alla parte absidale, visto di spigolo, cimato dalla croce di nero, con due finestrelle d'oro, la chiesa fondata sulla pianura diminuita di verde e accompagnata nel canton destro del capo dall'aquila di nero, coronata dello stesso. Ornamenti esteriori da Comune. Gonfalone: Drappo di bianco, riccamente ornato di ricami d'argento e caricato dello stemma sopra descritto con la iscrizione centrata in argento recante la denominazione del Comune. |                        |
|        | Borgoratto Mormorolo D'azzurro, alla corona marchionale d'oro, con le sei perle visibili collocate sopra altrettante punte, accompagnata in capo dal pastorale d'argento, posto in fascia e rivoltato, in punta nel canton destro dal grappolo d'uva pampinoso di uno d'oro, e nel canton sinistro dal bue dello stesso. Ornamenti esteriori di Comune. Gonfalone: Drappo di bianco D.P.R. del 16 dicembre 1983 |                        |
|        | Bornasco Campo di cielo, all'albero di pino al naturale, nodrito su pianura erbosa di verde R.D. del 2 ottobre 1930 Gonfalone: Drappo di azzurro… |                        |
|        | Bosnasco D'azzurro, a undici stelle d'oro, raggiate di 6, poste 4-3-3-1. Ornamenti esteriori di Comune. D.P.R. del 4 dicembre 1954 Gonfalone: drappo trinciato di rosso e di giallo… |                        |
|        | Brallo di Pregola D'azzurro, al castello d'argento murato di nero, merlato alla ghibellina, sostenuto da un monte all'italiana di cinque cime d'oro fondato in punta, e sormontato da una corona marchionale dello stesso, segni esterni del Comune. Gonfalone: Drappo partito di bianco e azzurro… |                        |
|        | Breme D'oro, al castello di rosso, mattonato di nero, chiuso dello stesso, merlato alla guelfa, le due torri ognuna di tre, il fastigio di sei; esso castello fondato sulla campagna di azzurro, fluttuosa di argento, accompagnato a destra ed a sinistra da due pioppi di verde, uno e uno, nodriti nella campagna. Ornamenti esteriori da Comune. Gonfalone: Drappo di rosso. D.P.R. del 19 settembre 2012 |                        |
|        | Bressana Bottarone Semipartito troncato: nel PRIMO, di rosso, alla lettera B maiuscola, di argento; nel SECONDO, di azzurro, alle tre stelle di otto raggi, poste in sbarra, di argento; nel TERZO, di argento, al castello di rosso, mattonato di nero, formato dalla torre posta a destra, coperta di rosso, chiusa di nero, finestrata di sei, quattro in fascia sotto il tetto, due in palo a metà altezza, tutte di nero; dal corpo centrale, coperto di rosso, finestrato di quattro in fascia, di nero; dalla bassa torre, posta a sinistra, coperta di rosso, finestrata di uno, di nero, esso castello fondato sulla pianura di verde. Ornamenti esteriori di Comune. D.P.R. del 29 luglio 1993 Gonfalone: Drappo di bianco… D.P.R. del 29 luglio 1993 |                        |
|        | Broni Di rosso alla croce d’argento. Motto su lista bifida svolazzante in caratteri capitali di nero OBBEDIENZA ALLE LEGGI. Ornamenti esteriori di Comune. Gonfalone: Drappo di bianco… |                        |

## C
| Stemma | Comune e blasonatura | Gonfalone e/o bandiera |
| ------ | --- | ---------------------- |
|        | Calvignano D'argento, all'aquila al volo abbassato, rivoltata e coronata, tenente tra gli artigli un fascio di folgori e saette, il tutto al naturale. Motto: DE PARTES GENES. Ornamenti esteriori da Comune. |                        |
|        | Campospinoso Albaredo Di rosso, alle tre spighe di grano, d'oro, poste a ventaglio, nodrite nella campagna di verde, intrecciate al ramoscello spinoso, di nero, piegato a guisa della lettera maiuscola S, nodrito nella campagna, spighe e ramoscello nodriti congiuntamente. Ornamenti esteriori da Comune. Gonfalone: Drappo di giallo bordato di rosso… DPR del 25 giugno 1998 |                        |
|        | Candia Lomellina D'azzurro, al giglio di giardino, fiorito di tre pezzi, nodrito sulla pianura erbosa, il tutto al naturale. Ornamenti esteriori da Comune. DCG del 16 luglio 1936 Gonfalone: Drappo di azzurro. DPR del 9 marzo 1982 |                        |
|        | Canneto Pavese Su un fondo d'argento è raffigurato un gelso verde fruttato d'oro il cui fusto è accollato da una vite fruttata lateralmente di due grappoli di uva nera e pampinato in quello di sinistra. Il tutto su di una campagna verde al naturale. Sulla parte destra è raffigurato un castello rosso merlato alla guelfa, aperto e murato di nero. |                        |
|        | Carbonara al Ticino Semipartito troncato: nel primo, di rosso, alla pannocchia di riso di tre spighette, d'oro; nel secondo, di verde, alla pannocchia di granoturco, d'oro; nel terzo, di azzurro, ai due lupi di nero, affrontati, fermi sulla campagna d'oro. Ornamenti esteriori di Comune. Gonfalone: Drappo partito di verde e di giallo. DPR dell'8 giugno 1992 |                        |
|        | Casanova Lonati Semipartito troncato: nel PRIMO, bandato di rosso e d'argento; nel SECONDO, d’oro, all'aquila di nero, coronata del campo, allumata, linguata, armata di rosso; nel TERZO, di rosso, alle tre mezzelune montanti, ben ordinate, di argento. Ornamenti esteriori di Comune. Gonfalone: Drappo di giallo bordato di rosso… DPR del 15 giugno 1995 |                        |
|        | Casatisma Troncato: il PRIMO, ritroncato, a) d’oro, alla scritta, in lettere maiuscole di nero, CA’ DE’ TISMA; b) di rosso, ai tre gigli d’argento, bene ordinati, il SECONDO, di azzurro, al cappello cardinalizio, guarnito di due cordoni annodati e uniti a due gruppi di fiocchi, quindici fiocchi per parte, posti uno, due, tre, quattro, cinque, il tutto di rosso. Ornamenti esteriori di comune. D.P.R. del 24 aprile 2000 Gonfalone: Drappo spaccato d’azzurro e di rosso… D.P.R. del 24 aprile 2000 |                        |
|        | Casei Gerola Troncato: nel primo d'oro, all'aquila di nero, coronata; nel secondo d'azzurro, al leone d'oro, linguato di rosso, accompagnato in capo da due lettere C maiuscole, cucite di nero. Ornamenti esteriori di Comune. D.P.C.M. del 10 ottobre 1956 Gonfalone: Drappo interzato in fascia di verde, di bianco e di rosso. |                        |
|        | Casorate Primo Di rosso, al biscione di azzurro, ondeggiante in palo e ingollante il putto di carnagione, posto in fascia e in maestà, capelluto di nero, con le braccia aperte, esso biscione coronato con corona all'antica di cinque punte visibili d'oro, e attraversante due spade d'argento, guarnite d'oro, poste in decusse, con le punte all'insù. Ornamenti esteriori di Comune. D.P.R. del 16 febbraio 1999 Gonfalone: Drappo di azzurro. |                        |
|        | Cassolnovo Troncato semipartito: nel PRIMO, d'oro, all'aquila dal volo spiegato, di nero, allumata e linguata, di rosso, sostenuta dalla linea di partizione; nel SECONDO, di rosso; nel TERZO, d'argento, alla fascia di azzurro. Ornamenti esteriori da Comune. Gonfalone: Drappo partito d'azzurro e di bianco… D.P.R. del 17 aprile 2015 |                        |
|        | Castana Tagliato: il PRIMO, di azzurro, al riccio di castagno, aperto, fruttato di uno, unito al ramoscello in fascia, il tutto al naturale e fogliato all'insù di tre, di verde; il SECONDO, d'oro, al grappolo d'uva, di porpora, pampinoso di tre, di verde. Ornamenti esteriori da Comune. D.P.R. del 18 aprile 2006 Gonfalone: Drappo di giallo con la bordatura di azzurro… D.P.R. del 18 aprile 2006 |                        |
|        | Casteggio Troncato: nel 1º d'oro, all'aquila al naturale, sostenuta dalla linea di partizione, coronata di nero con corona all'antica di tre punte visibili; nel 2º d'azzurro, a due chiavi dorate, poste in croce di S. Andrea, con gli ingegni all'ingiù e volti verso i fianchi, la chiave posta in banda attraversante. Ornamenti esteriori da Comune. Gonfalone: Drappo trinciato di giallo e di azzurro… |                        |
|        | Castelletto di Branduzzo Partito: il primo, di rosso, alle tre spighe di grano d'oro, impugnate, legate con il nastro dei colori nazionali; il secondo, tagliato d'argento e di rosso. Ornamenti esteriori da Comune. Gonfalone: Drappo di bianco con la bordatura di rosso. D.P.R. del 5 giugno 2001 |                        |
|        | Castello d'Agogna D'azzurro, al castello di rosso, mattonato di nero, le due torri merlate di quattro alla ghibellina, finestrate di nero, il fastigio privo di merli; esso castello chiuso di nero e fondato sulla campagna di verde, caricata dalla fascia ondata di azzurro, fluttuosa di argento, accompagnato in capo dalle nove spighe di grano d'oro, impugnate, legate di rosso. Ornamenti esteriori da Comune. Gonfalone: Drappo di bianco… |                        |
|        | Castelnovetto Partito di azzurro e di argento, al castello di rosso, torricellato di un pezzo, merlato alla guelfa, aperto e finestrato del campo. Ornamenti esteriori di Comune. DPR dell'11 giugno 1950 |                        |
|        | Cava Manara Di rosso, alle due spade d'argento, guarnite d'oro, poste in croce di S. Andrea, con le punte rivolte in alto. Ornamenti esteriori da Comune. Gonfalone: drappo troncato di rosso e di bianco… DPR del 2 dicembre 1957 |                        |
|        | Cecima Semitroncato partito: il PRIMO, di verde, alla campana d'oro, legata di rosso; il SECONDO, d'oro, alle due pianticelle di orchidea maculata, sradicate, una accanto all'altra, al naturale; il TERZO, di azzurro, al leone d'oro, allumato e linguato di rosso, afferrante con le zampe anteriori il libro all'antica, con due bandelle, posto in palo, di rosso. Ornamenti esteriori da Comune. D.P.R. del 17 giugno 2009 Gonfalone: Drappo partito di azzurro e di giallo… |                        |
|        | Ceranova Di rosso, al grifo d'oro, nascente dalla punta, collarinato e sonagliato dello stesso; al capo d'oro, caricato dell'aquila di nero, coronata all'antica, d'oro. Ornamenti esteriori da Comune. Gonfalone: Drappo troncato di rosso e di giallo… D.P.R. del 9 gennaio 2001 |                        |
|        | Ceretto Lomellina D'argento, al cerro al naturale, nodrito su pianura di verde. Ornamenti esteriori da Comune. Gonfalone: drappo partito di bianco e di verde. DPR del 14 maggio 1955 |                        |
|        | Cergnago Il comune di Cergnago non ha ancora adottato uno stemma né un gonfalone |                        |
|        | Certosa di Pavia D'azzurro, al biscione visconteo coronato d'oro, accostato dalle abbreviazioni GRA e CAR del secondo, poste l'una a destra l'altra a sinistra. Ornamenti esteriori da Comune. Gonfalone: Drappo di colore azzurro, riccamente ornato di ricami d'argento e caricato dallo stemma sopra descritto con descrizione centrata in argento: Comune di Certosa di Pavia. |                        |
|        | Cervesina Troncato: nel primo d'azzurro alla testa di cervo di oro; nel secondo d'argento a tre bande di nero; alla fascia d'argento sulla partizione. Ornamenti esteriori di Comune. D.P.R. del 30 maggio 1950 Gonfalone: drappo di rosso… |                        |
|        | Chignolo Po Cinque punti d'oro equipollenti a quattro di verde, caricati sui tre punti centrali, posti in palo, di un torrione di castello fiancheggiato da bastioni, il tutto di rosso, aperto e finestrato di nero, e sui due punti di verde laterali di due croci di Malta d'argento; con il capo di porpora. Ornamenti esteriori di Comune. Gonfalone: Drappo di azzurro. RD dell'8 febbraio 1939 |                        |
|        | Cigognola Di azzurro, al leone d'oro, linguato di rosso, afferrante con entrambe le zampe anteriori il castello di rosso, mattonato di nero, torricellato di uno, merlato alla guelfa, il fastigio di cinque, la torre centrale di tre, esso castello chiuso di nero e finestrato nella torre con finestrella tonda, dello stesso; il tutto accompagnato da quattro stelle, di sei raggi, poste nei cantoni dello scudo, di argento. Ornamenti esteriori da Comune. D.P.R. del 4 febbraio 2010 Gonfalone: Drappo di giallo con la bordatura di azzurro… Bandiera: Drappo di giallo con la bordatura di azzurro, caricato dallo stemma del Comune. L'asta sarà ornata dalla cravatta con nastri tricolorati dai colori nazionali. |                        |
|        | Cilavegna Troncato: al primo d’azzurro, al cane d'argento, collarinato d'oro, seduto sopra un cuscino d'argento, posto nel cantone sinistro, e fissante una stella d'oro nel canton destro del capo; il secondo d'oro, al castello mattonato di rosso e finestrato di nero. Ornamenti esteriori di Comune. D.P.R. del 26 settembre 1954 |                        |
|        | Codevilla Arma d'oro, all'aquila d'azzurro caricata in cuore di uno scudetto d'argento al pastorale di verde ed impugnante con l'artiglio destro tre spighe di grano verde, con quello sinistro un grappolo d'uva violaceo, pampinoso di due di verde. Gonfalone: Drappo partito di bianco e di azzurro caricato dell'arma sopra descritta ed ornato di ricchi fregi d'argento. |                        |
|        | Confienza Troncato: nel primo, di oro, all'aquila di nero, nel secondo di rosso, alla campagna di azzurro, ai due delfini, d'oro, intrecciati, capovolti. Gonfalone: Drappo partito di giallo e di rosso… |                        |
|        | Copiano D'argento, alla torre di rosso, chiusa, finestrata e murata di nero, merlata alla guelfa di tre, cimata da tre spighe di frumento poste a ventaglio, di verde, essa torre attraversante sul fiume al naturale d'azzurro, defluente in banda, accompagnato in capo dalla pannocchia di mais, e in punta dalla spiga di riso, entrambe di verde. Ornamenti esteriori di Comune. Gonfalone: Drappo partito di bianco e di verde. D.P.R. del 23 gennaio 1984, registrato alla Corte dei Conti il 12 marzo 1984 |                        |
|        | Corana Di rosso, alla fascia d'argento; al capo d'oro, caricato di un'aquila di nero dal volo spiegato, armata e coronata d'oro. Ornamento esteriore di Comune. D.P.R. del 27 giugno 1962 |                        |
|        | Cornale e Bastida D'argento, al leone di azzurro, linguato e allumato di rosso, afferrante con entrambe le zampe anteriori l’alberello stilizzato di corniolo, sradicato, di verde, fruttato di rosso, con la parte legnosa al naturale, munito di tre ramoscelli, due in fascia lateralmente, uno in palo sulla sommità, esso leone sostenuto dalla bassa collina di verde uscente dal fianco destro, fondata in punta, desinente in banda a sinistra. Ornamenti esteriori da Comune. Gonfalone: drappo partito di bianco e di verde D.P.R. del 23 maggio 2016 |                        |
|        | Corteolona e Genzone Troncato dalla fascia diminuita e ondata di argento, fluttuosa di azzurro; nel primo, partito: a) di rosso, alle due spade poste in decusse con le punte all'insù, infilate nella corona all’antica di sette punte visibili, il tutto d'oro; b) di azzurro, alle due stelle di otto raggi, ordinate in palo, d'oro; nel secondo, partito: a) di azzurro, alla bilancia di due piatti, ognuno unito al gioco con tre catenelle, il tutto d'oro; b) di rosso, alle sette spighe di grano, impugnate, d'oro, legate di azzurro. Ornamenti esteriori da Comune. Gonfalone: drappo di giallo con la bordatura di rosso. D.P.R. dell'8 marzo 2017                                                                 |                        |
|        | Corvino San Quirico D'oro, allo scaglione diminuito, scaccato d'argento e di verde, di tre file e di sessantasette pezzi, accompagnato da tre teste di corvo strappate di nero, allumate di rosso, due in capo e una in punta. Ornamenti esteriori da Comune. Gonfalone: drappo partito di bianco e di verde… D.P.R. del 9 ottobre 2002 |                        |
|        | Costa de' Nobili Stemma d'oro, al torrione di rosso, quadrato, murato di nero, aperto e finestrato del campo. Ornamenti esteriori da Comune. Gonfalone: Drappo partito di giallo e di rosso. DPR del 5 novembre 1981 |                        |
|        | Cozzo Troncato: nel primo, d'argento, al castello di Cozzo Lomellina di rosso, finestrato di nero, merlato alla ghibellina di sei, la torre posta a sinistra; nel secondo, d'azzurro a tre piante di riso, frumento e granoturco, poste in palo, d'oro; sulla partizione la fascia ridotta raffigurante una strada rivestita di ciottoli al naturale. Ornamenti esteriori di Comune. Gonfalone: Drappo troncato di azzurro e di bianco. DPR dell'11 ottobre 1983 |                        |
|        | Cura Carpignano Di verde, a due bande ondate d'argento. Ornamenti esteriori da comune. Gonfalone: Drappo trinciato di verde e di bianco, riccamente ornato di ricami d'argento e caricato dello stemma sopra descritto con l'iscrizione centrata in argento: Comune di Cura Carpignano. |                        |

## D
| Stemma | Comune e blasonatura | Gonfalone e/o bandiera |
| ------ | --- | ---------------------- |
|        | Dorno Troncato: nel PRIMO, d'azzurro al sole raggiante, d'oro, accantonato da due colonne doriche d'argento; nel SECONDO, di rosso, ai tre gigli d'oro posti 2,1. Ornamenti esteriori di comune. D.P.R. del 3 luglio 1962 Gonfalone: Drappo di azzurro… |                        |

## F
| Stemma | Comune e blasonatura | Gonfalone e/o bandiera |
| ------ | --- | ---------------------- |
|        | Ferrera Erbognone Leone rampante al naturale tenente nelle branche anteriori un ramo secco di spino, su scudo a capo rosso e traversato nel centro da una fascia di azzurro; il tutto sormontato dalla corona murale dei comuni rurali. D.P.R. del 2 marzo 1954 |                        |
|        | Filighera D'azzurro, al castello d'argento che è: murato di nero, merlato di sei alla guelfa, torricellato di un pezzo centrale merlato di tre, aperto e finestrato del campo, fondato su terrazzo di verde ed accostato in capo da tre stelle d'argento di sei raggi mal disposte. Ornamenti esteriori di Comune. D.P.R. del 17 dicembre 1962 Gonfalone: Drappo di azzurro… |                        |
|        | Fortunago Semipartito troncato: nel primo, di rosso, alla stella di otto raggi, d'oro; nel secondo, d'oro, alla campana, di verde, legata di rosso; nel terzo, di azzurro, alle sette spighe di grano, impugnate, d'oro, legate di argento. Ornamenti esteriori da Comune. Gonfalone: Drappo partito di bianco e di rosso… DPR del 22 settembre 1992 |                        |
|        | Frascarolo Troncato: il PRIMO, di azzurro, ai due grifoni d'oro, affrontati, assisi sugli arti posteriori, sostenenti la frasca fogliata di cinque, di verde, il grifo posto a destra con la zampa anteriore sinistra, il grifo posto a sinistra con la zampa anteriore destra, essa frasca nodrita nella linea di partizione; il SECONDO, d'oro, alle otto bande di azzurro. Ornamenti esteriori da Comune. D.P.R. del 27 febbraio 2009 Gonfalone: Drappo di giallo con la bordatura di azzurro… |                        |

## G
| Stemma | Comune e blasonatura | Gonfalone e/o bandiera |
| ------ | --- | ---------------------- |
|        | Galliavola Di rosso, inquartato dalla croce diminuita di argento; nel PRIMO, ai tre tortelli di azzurro, bene ordinati, caricati dalla croce patente, d'oro; nel SECONDO, al giglio d'oro; nel TERZO, alle due pianticelle di riso, d'oro, nodrite nella pianura di verde; nel QUARTO, al leone illeopardito, d'oro, sostenuto dalla pianura di verde. Ornamenti esteriori da Comune. D.P.R. del 25 febbraio 2008 Gonfalone: Drappo di azzurro… |                        |
|        | Gambarana |                        |
|        | Gambolò D'argento, alla croce vuota di rosso. |                        |
|        | Garlasco Di rosso, alla croce d'argento. Ornamenti esteriori di Comune. DCG del 19 aprile 1933 Gonfalone: Drappo troncato di bianco e di amaranto. DPR del 29 ottobre 1986 Bandiera: Di rosso alla croce d'argento |                        |
|        | Gerenzago Inquartato: nel PRIMO, di verde, alle tre spighe di grano, d'oro, impugnate, legate di rosso; nel secondo e nel terzo, d'argento, alla sbarra di rosso; nel QUARTO, di verde, al castello d'oro, aperto del campo, il fastigio merlato alla guelfa di due, la torre posta a destra più alta e più stretta, merlata alla guelfa di due, la torre posta a sinistra più bassa e più larga coperta, entrambe finestrate di uno, di nero. Sotto allo scudo, su lista bifida e svolazzante di verde, il motto, in lettere maiuscole di nero: FORTITUDO TIMOREM PELLIT. Ornamenti esteriori da Comune. D.P.R. del 21 marzo 1997 Gonfalone: drappo partito di rosso e di bianco… |                        |
|        | Giussago D'azzurro, ad una bandiera di argento, rivoltata, ondeggiante in fascia e legata ad un’asta di legno, in palo; sulla campagna, una risaia al naturale. Ornamenti esteriori di Comune. Gonfalone: Drappo partito di bianco e di azzurro… DPR del 9 marzo 1964 |                        |
|        | Godiasco D'azzurro, alla fontana di argento, di due bacili, zampillante al naturale, e movente dalla pianura di verde, accostata a destra da una pianta di salice e nel canton sinistro del capo da una stella di argento di cinque raggi; il tutto sormontato da corona marchionale. |                        |
|        | Golferenzo Troncato di rosso e d'oro, al leone illeopardito dell'uno all'altro. Ornamenti esteriori di Comune. DPR del 21 dicembre 1956 |                        |
|        | Gravellona Lomellina D'argento, alla torre merlata di rosso, aperta, finestrata, murata di nero, sormontata da un'aquila spiegata, di nero. Ornamenti esteriori di Comune. D.C.G. del 21 novembre 1928 Gonfalone: Drappo di azzurro. |                        |
|        | Gropello Cairoli D'argento, alla croce dai bracci scorciati di rosso, accantonata da otto T d'azzurro, a due a due, l'una diritta, l'altra capovolta. Ornamenti esteriori da Città. D.C.G. del 29 settembre 1936 Gonfalone: Drappo partito di bianco e di rosso. D.P.R. del 29 ottobre 1949 |                        |

## I
| Stemma | Comune e blasonatura | Gonfalone e/o bandiera |
| ------ | --- | ---------------------- |
|        | Inverno e Monteleone Partito: il 1° d'azzurro, al monte di tre cime di verde, la vetta centrale più elevata sostenente un leone, rivoltato, d'oro; il 2º d'oro, al castello di muratura al naturale, fortificato di due torri (la sinistra quadrata) merlate di tre alla guelfa e finestrate di due; il tutto fondato su campagna di verde e sormontato da un tortello di rosso, caricato della croce ottagona bianca. Ornamenti esteriori da Comune. Gonfalone: Drappo di azzurro… D.P.R. del 27 ottobre 1962 |                        |

## L
| Stemma                       | Comune e blasonatura | Gonfalone e/o bandiera |
| ---------------------------- | --- | ---------------------- |
|                              | Landriano Di rosso, a due spade d'argento manicate d'oro, poste in decusse, sormontate da un castello pure d'argento, merlato alla guelfa, aperto del campo e murato di nero. Ornamenti esteriori da Comune. Gonfalone: Drappo troncato, di rosso e di bianco, riccamente ornato di ricami d'argento e caricato dello stemma sopra descritto con la iscrizione centrata in argento: Comune di Landriano'.' |                        |
| Stemma nella versione aulica | Langosco Stemma troncato di rosso e di azzurro, alle tre spighe di riso, impugnate e legate, d'oro. Ornamenti esteriori da Comune. D.P.R. del 20 dicembre 2013 Gonfalone: Drappo di giallo |                        |
|                              | Lardirago Di rosso, al castello d'argento, torricellato di uno, aperto e finestrato del campo, murato di nero, merlato alla ghibellina, fondato sulla pianura di verde; esso castello attraversante due spade poste in decusse, manicate d'oro, con le punte all'insù. Ornamenti esteriori da Comune. Gonfalone: Drappo di bianco… |                        |
|                              | Linarolo Semitroncato partito: nel primo, di rosso, alla pianta recisa del lino, con due fiori sbocciati e due in boccio, il tutto al naturale; nel secondo, d'oro, alla fascia ondata di azzurro; nel terzo, di azzurro, alla torre di rosso, mattonata di nero, chiusa di nero, finestra di due in palo, dello stesso, merlata alla guelfa di quattro, fondata sulla pianura verde. Ornamenti esteriori da Comune. D.P.R. del 23 ottobre 1997 Gonfalone: Drappo giallo riccamente ornato di ricami d'argento e caricato dello stemma sopra descritto con la iscrizione centrata in argento, recante la denominazione del Comune. |                        |
|                              | Lirio Partito: il PRIMO, d'oro, alla torre di rosso, mattonata di nero, chiusa e finestrata dello stesso, merlata alla guelfa di cinque, fondata sulla pianura di verde; il SECONDO, d'azzurro, ai due grappoli d'uva, ordinati in palo, d'oro, ogni grappolo unito al tralcio dello stesso, posto in fascia e pampinoso di due, d'oro. Ornamenti esteriori da Comune. D.P.R. del 28 dicembre 2015 Gonfalone: drappo partito di rosso e di verde… D.P.R. del 28 dicembre 2015 |                        |
|                              | Lomello Troncato: nel primo d'argento al destrocherio vestito di rosso movente da sinistra e impugnante una face accesa; nel secondo d'azzurro al castello di tre torri d'argento merlate dello stesso aperto e murato di nero e terrazzato di verde accompagnato sul cantone destro da un sole uscente d'oro. |                        |
|                              | Lungavilla Trinciato: nel primo d'argento ad una fila di case al naturale, regolate di rosso, posta lungo la partizione. Nel secondo d'azzurro ad una gamba di carnagione, rivoltata, calcante col piede una rana di verde. Ornamenti esteriori di comune. Gonfalone: Drappo trinciato, d'azzurro e di bianco, riccamente ornato di ricami d'argento, e caricato dello stemma sopra descritto con la iscrizione centrata in argento: comune di Lungavilla. |                        |

## M
| Stemma | Comune e blasonatura | Gonfalone e/o bandiera |
| ------ | --- | ---------------------- |
|        | Magherno Di rosso, alle tre spighe di grano d'oro ordinate in fascia e accompagnate in punta dalla fascia diminuita di azzurro. Ornamenti esteriori da Comune. Gonfalone: drappo di azzurro D.P.R. del 27 gennaio 2012 |                        |
|        | Marcignago Partito semitroncato: nel PRIMO, di argento, al biscione visconteo, di azzurro, ingollante il putto di carnagione, con le braccia aperte, capelluto di nero, il biscione coronato con corona all'antica di cinque punte, d'oro; nel SECONDO, trinciato d'oro e di rosso; nel TERZO, di azzurro, alla torre di rosso, merlata di tre alla guelfa, chiusa e finestrata di nero, fondata sulla pianura di verde. Ornamenti esteriori da Comune. Gonfalone: Drappo partito di azzurro e di bianco… DPR del 27 dicembre 1991 |                        |
|        | Marzano D'argento, all'albero di verde, terrazzato dello stesso, con i rami decussati, sui quali in cuore è fermo, l'uccello di nero; al capo campo di cielo, caricato nella parte inferiore dall'ombra di sole nascente, di rosso. Ornamenti esteriori da Comune. Gonfalone: Drappo di bianco… D.P.R. del 4 ottobre 1984 |                        |
|        | Mede Di rosso, alla croce d'argento. Ornamenti esteriori da Città. D.P.C.M. del 3 settembre 1951 Gonfalone: Drappo partito di rosso e di bianco. D.P.R. del 30 agosto 1952 |                        |
|        | Menconico D'oro, al bue d'argento, pezzato di nero, fermo sul rilievo centrale del terreno collinoso con tre rilievi, di verde, fondato in punta, esso bue accompagnato in capo da tre stelle di sei raggi, ordinate in fascia, d'azzurro. Ornamenti esteriori da Comune. Gonfalone: Drappo di azzurro… |                        |
|        | Mezzana Bigli Di verde, a due fasce ondate di azzurro, fluttuose di argento, accompagnate in capo da tre stelle di sei raggi, d'oro, in punta da sette spighe di grano impugnate, dello stesso. Ornamenti esteriori da Comune D.P.R. del 22 giugno 2012 Gonfalone: drappo di giallo bordato di azzurro… |                        |
|        | Mezzana Rabattone D'azzurro, al fiume d'azzurro, fluente in fascia tra due rive di verde e tra nove pioppi al naturale, cinque nodriti sulla riva superiore, quattro sulla riva inferiore, accompagnato in capo da tre spighe di riso, impugnate, dalla testa di leopardo, in maestà, e da tre spighe di frumento, impugnate, il tutto d'oro e ordinato in fascia. Ornamenti esteriori da Comune. Gonfalone: Drappo troncato di verde e di giallo. DPR del 20 marzo 1984 |                        |
|        | Mezzanino Trinciato dalla banda diminuita d'azzurro: il PRIMO, di rosso, alle quattro stelle di otto raggi, d'oro, poste tre parallele alla banda, la quarta nel canton sinistro del capo, ordinata in sbarra con la centrale delle tre predette stelle; il SECONDO, d'oro, al grappolo di uva, di porpora, posto a piombo, unito al tralcio al naturale, parallelo alla banda, esso tralcio pampinoso di due, di verde. Ornamenti esteriori da Comune. Gonfalone: Drappo di azzurro… DPR dell'11 gennaio 2002 |                        |
|        | Miradolo Terme Inquartato: nel primo d'oro, al castello di rosso, murato di nero, formato da due torri, merlata alla guelfa di sei, esso castello fondato sulla bassa collina, di verde; nel terzo, di rosso, al grappolo d'uva, d'or, unito il tralcio, posto in sbarra, pampinoso di due e munito di cirro, dello stesso; nel quarto, d'argento, alla fontana formata dal bacino circolare e dal piedritto, d'oro, zampillante di due getti, d'azzuro. Ornamenti esteriori da comune. Gonfalone: Drappo d'azzurro riccamente ornato di ricami d'argento e caricato dello stemma sopra descritto con la iscrizione centrata in argento recante la denominazione del comune. Decreto dell'8 giugno 1987 |                        |
|        | Montalto Pavese Partito: nel 1º d'azzurro al monte di tre cime alla italiana di oro; nel 2º di rosso alla fascia d'oro caricata di un leone illeopardito di rosso. Ornamenti esteriori da comune. D.P.R. del 26 gennaio 1954 Gonfalone: Drappo partito di rosso e d'azzurro, riccamente ornato di ricami d'argento e caricato dello stemma sopra descritto con l'iscrizione centrata in argento: comune di Montalto Pavese. |                        |
|        | Montebello della Battaglia D'argento, all'albero al naturale su di un monte di verde, movente dalla punta dello scudo, accostato da due draghi affrontati e controrampanti, linguati ed illuminati di rosso; lo scudo è fregiato di ornamenti da comune. Gonfalone: Drappo partito di verde e di bianco riccamente ornato di ricami d'argento e caricato dello stemma comunale e caricato dello stemma comunale con l'iscrizione centrata in argento: "Comune di MONTEBELLO DELLA BATTAGLIA". R.D. del 22 settembre 1927 |                        |
|        | Montecalvo Versiggia |                        |
|        | Montescano D'azzurro, alla fontana Missaga d'oro, munita di due cannelle laterali con acqua di azzurro sgorgante e ricadente in due piccole conche sottostanti, scanalate, essa fontana fondata in punta, accompagnata all'altezza del punto d'onore da due grappoli d'uva, di porpora, pampinosi di due, di verde, uniti al tralcio al naturale posto in fascia, uno a destra l'altro a sinistra, e dalla lettera maiuscola M, posta in capo, d'argento. Ornamenti esteriori da Comune. Gonfalone: Drappo di bianco… |                        |
|        | Montesegale Semipartito, troncato: nel primo, di verde, alle due spighe di segale, decussate, d'oro; nel secondo, troncato di rosso e di azzurro; nel terzo d'argento, al castello di rosso, formato da due torri, finestrate di uno dello stesso, merlate alla ghibellina di tre, riunite dalla cortina di muro, merlata alla ghibellina di cinque, chiusa di rosso, esso castello fondato sulla pianura, di verde. Ornamenti esteriori da comune. Gonfalone: Drappo troncato di rosso e di azzurro… |                        |
|        | Monticelli Pavese Di rosso, alla croce diminuita d'argento, accantonate, nel primo, dalla torre d'oro, chiusa e finestrata di uno d'azzurro, murata dello stesso; nel secondo, dalla spiga di grano, posta in palo, d'argento; nel terzo, dalla pannocchia di granoturco, fogliata di due, posta in palo, d'argento; nel quarto, dal pioppo sradicato, d'oro. Ornamenti esteriori del Comune. Gonfalone: Drappo di bianco riccamente ornato di ricami d'argento e caricato dello stemma sopra descritto con la iscrizione centrata in argento recante la denominazione del Comune. D.P.R. dell'8 giugno 1987                                                                                            |                        |
|        | Montù Beccaria Troncato semipartito: al primo di rosso al castello d'oro merlato alla ghibellina, fondato sopra un monte erboso al naturale; al secondo d'azzurro a tre spighe di frumento impugnate ed accollate da un grappolo d'uva fogliato, il tutto al naturale; al terzo di Beccaria, che è d'oro a tredici monticelli di rosso disposti 3, 4, 3, 2, 1. R.D. del 6 novembre 1884 |                        |
|        | Mornico Losana |                        |
|        | Mortara D'azzurro, al cervo passante su campagna di verde, addestrato da un mortaio di nero e da un albero al naturale; il tutto abbassato al capo dell'Impero. Lo stemma è circondato da due rami di quercia e di alloro legati in decusse da un nastrino e sormontato da corona patriziale. D.P.R. del 26 novembre 1969 Gonfalone: Drappo d'azzurro… |                        |

## N
| Stemma | Comune e blasonatura | Gonfalone e/o bandiera |
| ------ | --- | ---------------------- |
|        | Nicorvo Di azzurro, al castello di rosso, mattonato di nero, merlato alla ghibellina, la cortina di due, le due torri ciascuna di tre, ogni torre finestrata di quattro di nero, due e due, esse torri sostenenti l'aquila di nero, allumata di rosso, rostrata d'oro, il castello chiuso di nero, la grande porta caricata dall'uomo selvatico, di carnagione, i fianchi coperti da fronde di verde, impugnante con la mano destra la clava al naturale, pronto a scacciare il leone d'oro, rivoltato, posto in sbarra nel cantone destro della punta, la testa e l'arto anteriore sinistro attraversanti la base del castello. Ornamenti esteriori da Comune Gonfalone: Drappo di giallo con la bordatura di azzurro… D.P.R. del 18 luglio 2006 |                        |

## O
| Stemma | Comune e blasonatura | Gonfalone e/o bandiera |
| ------ | --- | ---------------------- |
|        | Olevano di Lomellina Di rosso, all'olivo con la chioma di verde e il tronco al naturale, nodrito nel colle all'italiana d'azzurro, fondato in punta, esso olivo sormontato dalla corona all'antica di cinque punte visibili, d'oro. Ornamenti esteriori di Comune. D.P.R. del 24 aprile 2000 Gonfalone: drappo di azzurro…                                                                                      |                        |
|        | Oliva Gessi Trinciato d'oro e di rosso, alle quattro crocette con i quattro bracci patenti, il braccio inferiore munito del piede aguzzo, poste due e due, la prima e la quarta dell'uno all'altro, la seconda e la terza dell'uno nell'altro. Sotto lo scudo, su lista bifida e svolazzante d'oro, il motto, in lettere maiuscole di nero, CONSTANTIA ET FIDE. Gonfalone: Drappo partito di giallo e di rosso… |                        |
|        | Ottobiano Al di sopra corona dorata. Nella parte superiore riquadro diviso in otto bande colorate alternativamente di rosso e oro. Nella parte inferiore azzurra quattro trifogli suddivisi da greca merlata, il tutto circondato da corona, a destra di quercia e a sinistra di alloro. |                        |

## P
| Stemma | Comune e blasonatura | Gonfalone e/o bandiera |
| ------ | --- | ---------------------- |
|        | Palestro Stemma raffigurante un bastone o ramo d'albero tagliato alle due estremità con cinque diramazioni tronche di cui due alla sinistra e tre alla destra, circondato da una fronda di alloro e una di quercia e sormontato dalla corona comunale. |                        |
|        | Pancarana |                        |
|        | Parona Troncato: il PRIMO, fasciato di azzurro e di rosso di quattro pezzi; il SECONDO, di azzurro, al castello formato da due torri basse e tonde, riunite dalla cortina di muro, chiusa di argento, torri e cortina prive di merli; esso castello di rosso, mattonato di nero, fondato in punta; il tutto sotto il capo d'oro, caricato dall'aquila di nero. Ornamenti esteriori da Comune. Gonfalone: Drappo troncato di azzurro e di giallo… |                        |
|        | Pavia Di rosso, alla croce d'argento. D.R. del 12 marzo 1943 Gonfalone: Drappo di rosso alla croce di bianco… |                        |
|        | Pietra de' Giorgi D.P.R. del 19 settembre 1994 Gonfalone Drappo di giallo… |                        |
|        | Pieve Albignola |                        |
|        | Pieve del Cairo DPR del 4 novembre 1951, registrato alla Corte dei Conti il 15 febbraio 1952 al n. 59, foglio n. 264. |                        |
|        | Pieve Porto Morone Troncato semipartito: il primo d'azzurro, alla facciata della chiesa parrocchiale del comune; il secondo d'oro, ad un albero di gelso al naturale, sradicato; il terzo d'argento, ad un ponte di barche poste su di un fiume d'azzurro, ondato d'argento. Ornamenti esteriori di Comune. D.P.R. del 28 ottobre 1982 Gonfalone: drappo troncato di bianco e d'azzurro… |                        |
|        | Pinarolo Po |                        |
|        | Pizzale Di rosso, al castello d'argento, torricellato di un pezzo centrale, merlato alla guelfa, chiuso e finestrato di nero, murato dello stesso, accompagnato in capo: a destra da una barbabietola ed a sinistra da una patata. In punta due spighe di grano in fascia, la seconda rivoltata, il tutto d'oro. Ornamenti esteriori da Comune. Gonfalone: Drappo di giallo riccamente ornato di ricami d'argento e caricato dello stemma sopra descritto con la iscrizione centrata in argento: Comune di Pizzale. Le parti di metallo ed i cordoni saranno argentati. L'asta verticale sarà ricoperta di velluto del colore del drappo con bullette argentate poste a spirale. Nella freccia sarà rappresentato lo stemma del Comune e sul gambo inciso il nome. Cravatta e nastri tricolorati dai colori nazionali frangiati d'argento. |                        |
|        | Ponte Nizza D'azzurro, ad una montagna di tre vette d'oro; dalla vetta centrale un torrente d'azzurro sormontato da un ponte d'argento di una arcata; il torrente è caricato da tre pesci d'argento e accostato da due pezze di verde; il tutto abbassato ad un capo partito: A) d'azzurro ad un'abbazia d'argento con il tetto di rosso; B) troncato: a) di rosso; b) d'oro; il tutto caricato da un ramo secco di argento. Ornamenti esteriori da Comune. Gonfalone: Drappo partito di giallo e di rosso riccamente ornato di ricami d'argento e caricato dello stemma sopra descritto con la iscrizione centrata in argento: Comune di Ponte Nizza. |                        |
|        | Portalbera |                        |

## R
| Stemma | Comune e blasonatura | Gonfalone e/o bandiera |
| ------ | --- | ---------------------- |
|        | Rea |                        |
|        | Redavalle D'argento, al castello merlato alla ghibellina, avviluppato dalle fiamme, il tutto al naturale. Ornamenti esteriori di Comune. Gonfalone: Drappo di bianco. DPR del 9 ottobre 1973 |                        |
|        | Retorbido |                        |
|        | Rivanazzano Terme R.D. del 7 giugno 1928 |                        |
|        | Robbio D'azzurro, alla fascia d'argento, sopra all'aquila al volo spiegato, sotto all'albero al naturale, nascente dalla punta, accostato da due ruote (6 raggi). Ornamenti esteriori da Comune. DPR del 30 agosto 1952 Gonfalone: Drappo partito di bianco e di azzurro. DPR del 13 aprile 1971 |                        |
|        | Robecco Pavese |                        |
|        | Rocca de' Giorgi Semipartito troncato: il PRIMO, d'oro, all'aquila di nero, coronata dello stesso; il SECONDO, scaccato d'oro e di azzurro di sedici pezzi e di quattro tiri; il TERZO, di azzurro, alla rocca torricellata di uno, di rosso, mattonata di nero, merlata alla guelfa, la rocca di cinque, la torre di tre, la rocca finestrata e chiusa di nero, fondata sulla pianura di verde. Ornamenti esteriori da Comune. D.P.R. del 22 aprile 2008 Gonfalone: Drappo di rosso con la bordatura di azzurro…                 |                        |
|        | Rocca Susella |                        |
|        | Rognano Troncato dalla fascia diminuita d'oro: il PRIMO, di azzurro incappato di rosso, con la lettera maiuscola R, d'oro, posta sull'azzurro; il SECONDO, di cielo, alle tre pianticelle di riso di verde, fruttate d'oro, nodrite nella pianura diminuita di azzurro. Ornamenti esteriori da Comune. D.P.R. trascritto nel Registro araldico dell'Archivio Centrale dello Stato il 5 marzo 2008 Gonfalone: Drappo di azzurro con la bordatura di rosso…                                                                         |                        |
|        | Romagnese Scudo araldico con soprastante corona merlata color oro con interno rosso,lo scudo su fondo azzurro con al centro daga romana d'argento dall'elsa d'oro,con la punta rivolta verso il basso,nel canton destro in alto leone rampante coronato, sottostanti allo scudo due rami fascianti: di quercia a destra e di alloro a sinistra legati da un nastro tricolore. Gonfalone: Drappo partito di bianco e di azzurro…                                                                                                   |                        |
|        | Roncaro D.P.C.M. n. 2643 del 22 aprile 1985 Nella vanga su fondo verde l'origine del nome del paese, il verde indica l'agricoltura e la vanga la vita laboriosa e la bonifica operata, nell'angelo stilizzato su fondo azzurro l'origine religiosa del paese che ebbe sempre fin dal 1100 la Chiesa dedicata a S. Michele Arcangelo, l'angelo richiama S. Michele mentre l'azzurro significa lealtà e fortezza della gente di Roncaro. La fascia grigia trasversale indica la presenza di famiglie nobili nella storia del paese. |                        |
|        | Rosasco Troncato: il PRIMO, di argento, alle due chiavi di nero, decussate, con gli ingegni all'insù, la chiave in banda attraversante, le chiavi legate dal cordoncino mistilineo, di rosso; il SECONDO, di rosso, alla lettera maiuscola R, di nero. Ornamenti esteriori da Comune. Gonfalone: Drappo di bianco con la bordatura di rosso… D.P.R. del 21 settembre 2004 |                        |
|        | Rovescala |                        |
|        | Ruino Gonfalone: drappo di rosso… |                        |

## S
| Stemma                        | Comune e blasonatura | Gonfalone e/o bandiera |
| ----------------------------- | --- | ---------------------- |
|                               | San Cipriano Po |                        |
|                               | San Damiano al Colle Campo di cielo, al castello d'oro, torricellato di due, finestrato del campo, murato di nero, fondato sulla pianura di verde; dalla cortina di muro, nascente il santo di carnagione, ammantato di rosso, aureolato d'oro, barbuto di nero, in maestà, tenente nella mano destra l'asta d'argento, posta in banda, munita del gagliardetto bifido e svolazzante, di rosso alla croce d'argento. Ornamenti esteriori di Comune. Gonfalone: Drappo di bianco… |                        |
|                               | San Genesio ed Uniti Di rosso alla torre di pietra al naturale merlata di tre alla ghibellina, attraversata da una spiga di grano d’oro e da una di riso d’argento, decussate, stelate, accompagnata da tre bisanti d’argento posti due in capo ed uno in punta. Ornamenti esteriori di Comune. D.P.R. del 29 agosto 1974 Gonfalone: Drappo partito di bianco e di rosso… D.P.R. del 29 agosto 1974 |                        |
|                               | San Giorgio di Lomellina Di azzurro, al San Giorgio aureolato d'oro, con il viso e le mani di carnagione, con l'elmo di argento, con la tunica di verde e il manto di rosso, con gli stivali di cuoio al naturale, il Santo cavalcante il cavallo d'argento, rivoltato, con gli arti anteriori alzati, con i finimenti di rosso, il Santo afferrante con entrambe le mani la lancia di argento posta in banda conficcata nelle fauci di rosso del drago di quattro zampe, due visibili, di verde, allumato di rosso, posto in fascia, rivoltato, con la testa alzata in banda; il tutto sotto il capo d'oro, caricato dall'aquila di nero, allumata di rosso. Ornamenti esteriori da Comune. Gonfalone: Drappo di rosso con la bordatura di azzurro… D.P.R. del 3 marzo 2006 |                        |
|                               | San Martino Siccomario |                        |
|                               | San Zenone al Po Semipartito troncato: il PRIMO, di azzurro, ai due storioni , uno sull'altro, di argento; il SECONDO, di verde, alle due pianticelle di riso sradicate, d'oro; il TERZO, di argento, alle tre fasce ondate, di azzurro. Ornamenti esteriori da Comune. D.P.R. del 14 luglio 2008 Gonfalone: Drappo di giallo… |                        |
|                               | Sannazzaro de' Burgondi Partito: nel primo, scaccato d'oro e di rosso di sessanta pezzi in cinque tiri e in dodici file; nel secondo, d'azzurro alla fascia d'argento, accompagnata da tre mezzelune montanti, dello stesso, due in capo, ordinate in fascia, una in punta. Ornamenti esteriori di Comune. D.P.R. del 4 giugno 1987 Gonfalone: drappo partito di azzurro e di rosso… |                        |
|                               | Sant'Alessio con Vialone Partito: il PRIMO, di cielo, alla effigie di Sant'Alessio, il viso, le mani, le gambe, di carnagione, barbuto e capelluto di nero, aureolato d'oro, vestito con la tunica di rosso, munita della sacca d'argento a destra, e con il mantello di verde, il Santo mirante il crocifisso d'oro tenuto dalla mano destra, tenente stretto al petto con il braccio sinistro il bordone, al naturale, il Santo calzato di cuoio dello stesso e sostenuto in punta; il SECONDO, di verde, alle due pannocchie di riso, ordinate in palo, d'oro; il tutto sotto il capo di rosso, caricato dalla croce di argento. Ornamenti esteriori da Comune. Gonfalone: Drappo di azzurro… D.P.R. del 30 novembre 2005                                                 |                        |
|                               | Sant'Angelo Lomellina D.P.R. 30 maggio 1950 registrato alla Corte dei Conti il 23 novembre 1950 Reg. n. 42 foglio n. 226 |                        |
|                               | Santa Cristina e Bissone D.C.G. del 14 luglio 1936 |                        |
|                               | Santa Giuletta D'azzurro, a due leoni affrontati d'oro, sostenenti con le branca anteriore un castello di rosso, torricellato di un pezzo del medesimo, merlato alla guelfa, chiuso, finestrato e murato di nero. Ornamenti esteriori da Comune. Gonfalone: Drappo d'azzurro, riccamente ornato di ricami d'argento e caricato dallo stemma con l'iscrizione centrata in argento: Comune di Santa Giuletta. Le parti di metallo ed i cordoni argentati. L'asta verticale ricoperta di velluto del colore del drappo con bullette argentate poste a spirale. Nella freccia è rappresentato lo stemma del Comune e sul gambo inciso il nome. Cravatta e nastri tricolorati dai colori nazionali frangiati d'argento.                                                           |                        |
|                               | Santa Margherita di Staffora D.P.R. del 25 giugno 1992 |                        |
|                               | Santa Maria della Versa - Emblema usato di fatto dall'ente |                        |
|                               | Sartirana Lomellina |                        |
|                               | Scaldasole Troncato: nel primo di rosso, ai tre pioppi al naturale; nel secondo scaccato di azzurro e di argento di quattro file, quattro e quattro; il tutto abbassato sotto il capo d'oro, caricato dell'aquila di nero. Ornamenti esteriori da Comune. Gonfalone: Drappo troncato di azzurro e di rosso. D.P.R. dell'11 ottobre 1983. |                        |
|                               | Semiana |                        |
|                               | Silvano Pietra |                        |
|                               | Siziano |                        |
|                               | Sommo Lato sinistro castello colore giallo con verde intorno su sfondo azzurro, lato destro tre spighe di grano d'oro legate da un nastro d'oro. Il tutto è sovrastato da una fascia di colore rosso contenente la raffigurazione di sei pugnali d'argento, posti l'uno accanto all'altro, con le punte all'insù. Gonfalone: Drappo di bianco… |                        |
|                               | Spessa Inquartato: nel primo, di rosso, al leone d'oro; nel secondo e nel terzo, tagliato d'oro e di rosso; nel quarto, fasciato-ondato di azzurro e di argento. Sotto lo scudo, su lista bifida e svolazzante di argento, il motto, in lettere maiuscole di nero: FLECTIMUR NON FRANGIMUR UNDIS. Ornamenti esteriori da Comune. D.P.R. del 14 maggio 1988 Gonfalone: Drappo partito di azzurro e di bianco… |                        |
|                               | Stradella D'azzurro, alla croce piana d'argento. Gonfalone: Drappo troncato di bianco e di azzurro… |                        |
| Stemma precedentemente in uso | Suardi Di azzurro, al torrione di due palchi, di rosso, mattonato di nero, merlato alla guelfa, il palco superiore di cinque, quello inferiore di sei, finestrato di tre di nero, una nel palco superiore, due in quello inferiore, chiuso dello stesso, fondato sulla pianura di verde, esso torrione sormontato dalle due spade di argento, guarnite d'oro, poste in decusse, con le punte all'insù, la spada in sbarra attraversante. Sotto lo scudo, su lista bifida e svolazzante di azzurro, la scritta, in lettere maiuscole di nero, BURGUS FRANCUS LAUMELLINORUM. Ornamenti esteriori da Comune. D.P.R. del 28 maggio 2010 Gonfalone: Drappo partito di bianco e di rosso…                                                                                          |                        |

## T
| Stemma | Comune e blasonatura | Gonfalone e/o bandiera |
| ------ | --- | ---------------------- |
|        | Torrazza Coste Partito al primo d'azzurro all'effigie di S. Antonino aureolato d'oro e ammantato di rosso tenente con la mano l'asta di un labaro rosso con la scritta: “IN – NOMINE – XPI – VINCAS – SEMPER” posta su campagna di verde; al secondo troncato: sopra d'oro alla torre merlata alla ghibellina aperta e finestrata – fondata su pianura di verde e sormontata da una lista recante la scritta: TURRIS CENTUM COSTARUM: sotto d'azzurro al monte all'italiana di sei cime d'argento. Ornamenti esteriore del Comune. Gonfalone: Drappo partito di azzurro e di giallo riccamente ornato di ricami d'argento e caricato dello stemma sopradescritto con l'iscrizione centrata in argento: Comune di Torrazza Coste. |                        |
|        | Torre Beretti e Castellaro D'argento, al castello di rosso, murato di nero, aperto nel campo, torricellato di due, merlato alla ghibellina e sormontato da una corona comitale d'azzurro; il castello è fondato su campagna d'azzurro, caricata da due spighe d'oro decussate. Ornamenti esteriori da Comune. Gonfalone: Drappo troncato d'azzurro e di bianco riccamente ornato di ricami d'argento e caricato dello stemma sopra descritto con l'iscrizione centrata in argento: Comune di Torre Beretti e Castellaro. Le parti di metallo ed i cordoni saranno argentati: l'asta verticale sarà ricoperta di velluto dei colori del drappo, alternati, con bullette argentate poste a spirale. Nella freccia sarà rappresentato lo stemma del Comune e sul gambo inciso il nome. Cravatta e nastri tricolorati dai colori nazionali frangiati d'argento. |                        |
|        | Torre d'Arese Inquartato: il PRIMO, d'argento, alla croce di rosso; il SECONDO, di verde, all'aquila di nero, rostrata e armata d'oro, linguata e allumata di rosso; il TERZO, di azzurro, alla spada d'argento, guarnita d'oro, posta in banda, con la punta all'insù, con la lama sostenente il mantello di San Martino, di rosso, drappeggiato e allargato in punta; il QUARTO, di rosso, alla croce d'argento. Ornamenti esteriori da Comune. D.P.R. del 2 aprile 2001 |                        |
|        | Torre d'Isola Partito semitroncato: il PRIMO, di azzurro, alla torre di rosso, mattonata di nero, chiusa dello stesso, finestrata di due di nero, poste in palo, merlata alla guelfa di cinque, fondata sulla pianura di verde; il SECONDO, di verde, alle sette spighe di grano, d'oro, impugnate, legate di rosso; il TERZO, campo di cielo, alla barca a vela di verde, con la vela di rosso, munita del tricolore sventolante a destra e del sartiame di nero, essa barca con la prua a destra e sostenuta da una campagna di azzurro, fluttuosa di argento. Ornamenti esteriori di Comune. Gonfalone: Drappo di bianco… |                        |
|        | Torre de' Negri Partito: nel PRIMO, d'azzurro, alle tre bande di argento, al capo d'argento, caricato dell'aquila di nero, coronata con corona all'antica, dello stesso; nel SECONDO, di argento, alla torre di rosso, mattonata di nero, chiusa dello stesso, merlata alla ghibellina; il tutto sotto il capo d'azzurro, caricato dell'aquila d'oro, coronata all'antica dello stesso. Ornamenti esteriori da Comune. D.P.R. del 25 marzo 1998 Gonfalone: Drappo partito di bianco e d'azzurro… |                        |
|        | Torrevecchia Pia Di rosso, alla torre d'oro merlata di cinque alla ghibellina, aperta a finestrella del campo, caricata, sotto la merlatura, di due scudetti: a destra, d'argento alla biscia d'azzurro, ondeggiante in palo, ingollante un putto di carnagione, coronata d'oro, caricato di un'aquila spiegata di nero. Ornamenti esteriori da Comune. Gonfalone: Drappo partito, di giallo e di rosso, riccamente ornato di ricami d'argento e caricato dello stemma sopra descritto con la iscrizione centrata in argento: Comune di Torrevecchia Pia. |                        |
|        | Torricella Verzate Partito semitroncato: nel PRIMO, di azzurro, alla torre d'oro, murata di nero, merlata di sette alla guelfa, chiusa di nero, finestrata con due finestre rettangolari, poste in palo, dello stesso, fondata sulla pianura di verde; nel SECONDO, di rosso, alla croce d'argento; nel TERZO, di verde, alle sette spighe di grano, d'oro, impugnate, legate di rosso. Ornamenti esteriori da Comune. D.P.R. del 4 settembre 1998 Gonfalone: Drappo di giallo… |                        |
|        | Travacò Siccomario Di argento, alla fascia di azzurro, accompagnata in capo da tre stelle di sei punte dello stesso ed in punta da un albero nodrito di verde e sradicato. Ornamenti esteriori da Comune. Gonfalone: Drappo partito di bianco e di azzurro, riccamente ornato di ricami d'argento e caricato dello stemma sopra descritto con l'iscrizione centrata in argento: Comune di Travacò Siccomario. Le parti di metallo e i cordoni sono argentati. L'asta verticale è ricoperta di velluto dai colori bianco e azzurro, con bullette argentate poste a spirale. Nella freccia è rappresentato lo stemma del Comune sul gambo inciso il nome. Cravatta e nastri tricolori dai colori nazionali, frangiati d'argento. |                        |
|        | Trivolzio Troncato: nel PRIMO, di verde, alla campana d'oro, legata di argento, accompagnata nei cantoni da quattro stelle di otto raggi, d'oro; nel SECONDO, di azzurro, alla melagrana al naturale, aperta e granita di rosso, gambuta di verde, il breve gambo reciso e munito di due ramoscelli, uno e uno, ciascuno fogliato di sei, di verde, cimata dalla croce latina, d'oro, raggiante dello stesso. Ornamenti esteriori da Comune. Gonfalone: Drappo di giallo… DPR del 2 gennaio 1993 |                        |
|        | Tromello Scudo perato, d'argento, alla croce di rosso. Ornamenti esteriori di Comune. DCG del 25 luglio 1926. Gonfalone: drappo partito di bianco e di rosso. DPR dell'11 giugno 1980 |                        |
|        | Trovo Semitroncato partito: nel primo, ai punti equipollenti d'oro e d'azzurro; nel secondo, di verde, a tre foglie di pungitopo d'oro, due, una; nel terzo di verde, all'ara votiva d'argento, sormontata dalle spighe di grano e di riso, decussate, la prima d'argento, in banda, la seconda d'oro, in sbarra. Ornamenti esteriori di Comune. Gonfalone: drappo partito di verde e di giallo. DPR del 7 giugno 1985 |                        |

## V
| Stemma                                              | Comune e blasonatura | Gonfalone e/o bandiera |
| --------------------------------------------------- | --- | ---------------------- |
|                                                     | Val di Nizza Tagliato: il primo d'argento, al castello di rosso, murato di nero, fondato su di un monte di verde; il secondo d'azzurro, caricato di una pera, un grappolo d'uva, una spiga di grano, una mela, un fungo e una castagna tutti d'oro e ordinati lungo la partizione. Ornamenti esteriori da Comune. Gonfalone: Drappo di bianco riccamente ornato di ricami d'argento e caricato dello stemma sopra descritto con la iscrizione centrata in argento: Comune di Val di Nizza. |                        |
|                                                     | Valeggio Gonfalone: drappo di giallo con la bordatura di azzurro, riccamente ornato di ricami d'argento e caricato dallo stemma comunale con l'iscrizione centrata in argento, recante la denominazione del Comune. Le parti di metallo ed i cordoni saranno argentati. L'asta verticale sarà ricoperta di velluto dei colori del drappo, alternati, con bullette argentate poste a spirale. Nella freccia sarà rappresentato lo stemma del Comune e sul gambo inciso il nome. Cravatta con nastri tricolorati dai colori nazionali frangiati d'argento. D.P.R. del 6 marzo 2006                                                        |                        |
|                                                     | Valle Lomellina Di rosso, a sei spighe di riso d'oro, ordinate 3, 2, 1; il tutto abbassato ad un capo d'argento, caricato di una stella d'azzurro raggiata di 12. Ornamenti esteriori di Comune. DPR del 28 ottobre 1982 |                        |
|                                                     | Valle Salimbene Partito semitroncato: il PRIMO, di azzurro, all'airone al naturale, rivoltato, fermo sulla pianura di verde, sormontato dalla fascia diminuita, di oro: il SECONDO, di verde, alle sette spighe di grano, impugnate, d'oro, legate di rosso; il TERZO, di rosso, ai tre fusi d'oro, bene ordinati. Ornamenti esteriori da Comune. Gonfalone: Drappo di giallo… DPR dell'11 ottobre 1999 |                        |
|                                                     | Varzi |                        |
|                                                     | Velezzo Lomellina Troncato: il PRIMO, di cielo, alle quattro pianticelle di riso, d'oro, nodrite nella pianura di azzurro; il SECONDO, di cielo, al battistero propinquo alla pieve della Beata Vergine Immacolata, di rosso, coperto dello stesso, mattonato di nero, chiuso dello stesso, fondato sulla pianura diminuita di verde. Ornamenti esteriori da Comune. D.P.R. del 6 aprile 2007 Gonfalone: Drappo di verde… Bandiera: Drappo di giallo con la bordatura di azzurro, caricato dallo stemma comunale. L'asta sarà ornata dalla cravatta con nastri tricolorati dai colori nazionali.                                        |                        |
|                                                     | Vellezzo Bellini Partito: nel primo, cinque punti d'oro equipollenti a quattro di verde; nel secondo, d'argento, alla branca di leone, recisa, di rosso, posta in banda; il tutto alla campagna d'azzurro, caricata di tre spighe di riso, ciascuna fogliata di due, d'oro, poste a ventaglio. Ornamenti esteriori da Comune. D.P.R. del 17 maggio 1986 Gonfalone: Drappo partito di bianco e di verde… |                        |
|                                                     | Verretto Troncato: nel PRIMO, d'oro, ai tredici monti di rosso, posti tre, quattro, tre, due, uno; nel SECONDO, di azzurro, alle nove spighe di grano, d'oro, impugnate, legate di rosso. Ornamenti esteriori di Comune. Gonfalone: Drappo troncato di azzurro e di giallo. D.P.R. del 22 settembre 1992 |                        |
| Stemma usato dal Comune, senza il motto sulla lista | Verrua Po Di rosso, alla croce d'argento, con la croce dello stesso posta nel cantone sinistro del capo. Sotto lo scudo, su lista bifida e svolazzante di rosso, il motto, in lettere maiuscole di oro, Verruca Viquerientium. Ornamenti esteriori di Comune. D.P.R. dell'11 ottobre 1999 Gonfalone: drappo partito di rosso e di bianco… |                        |
|                                                     | Vidigulfo D'argento al mastio di fortezza d'azzurro, murato di nero, torricellato di tre, merlato alla ghibellina, aperto e finestrato del campo Gonfalone: Drappo d'azzurro riccamente ornato di ricami d'argento e caricato dello stemma comunale con l'iscrizione centrata in argento "Comune di Vidigulfo". Le parti di metallo ed i cordoni saranno argentati, l'asta verticale sarà ricoperta di velluto del colore del drappo con bullette argentate poste a spirale. Nella freccia sarà rappresentato lo stemma del comune e sul gambo inciso il nome. Cravatta e nastri tricolorati, dei colori nazionali frangiati d'argento. |                        |
|                                                     | Vigevano Di rosso, al castello, merlato alla ghibellina, torricellato di uno a destra il tutto d'argento murato di nero, finestrato di tre, 1 e 2 del campo, allo scudetto di giallo, nel canton sinistro del capo, all'aquila di nero dal volo spiegato. Lo scudo è timbrato da una corona ducale. D.P.R. del 22 gennaio 2001 |                        |
|                                                     | Villa Biscossi Di verde, al leone d'oro, accostato a destra ed a sinistra rispettivamente dalle lettere maiuscole V e B, pure d'oro. Ornamenti esteriori da Comune D.P.R. del 25 agosto 1953 Gonfalone: Drappo partito di verde e di giallo… |                        |
|                                                     | Villanova d'Ardenghi Partito: il PRIMO, di azzurro, alle sette spighe di grano, d'oro, impugnate, legate di rosso; il SECONDO, di rosso, al grifone d'oro, coronato con corona all'antica di tre punte visibili, di argento, tenente con entrambi gli artigli il ramo di verde, fogliato di diciotto, dello stesso, convesso verso la linea di partizione. Ornamenti esteriori da Comune Gonfalone: Drappo partito di giallo e di bianco… |                        |
|                                                     | Villanterio Fasciato di oro e di nero. Ornamenti esteriori da Comune Gonfalone: Drappo di giallo… |                        |
|                                                     | Vistarino Gonfalone: drappo di azzurro… |                        |
|                                                     | Voghera Partito: al primo a sei fasce alternate convesse di nero e d'argento; al secondo di rosso, capo abbassato d'oro all'aquila di nero ad ali spiegate, accorciata, coronata. (Capo del Littorio). Sormontato da una corona marchionale ed il motto: "Signo Sacrati Imperi Durabit Viqueria Tempore Decreto di Riconoscimento del 27 settembre 1938 Gonfalone: Drappo di bianco… |                        |
|                                                     | Volpara |                        |

## Z
| Stemma | Comune e blasonatura | Gonfalone e/o bandiera |
| ------ | --- | ---------------------- |
|        | Zavattarello D'azzurro, al drago d'oro, incatenato di nero al tronco di una pianta di melo al naturale, sradicata, fruttata di rosso (6). Sotto lo scudo su lista d'azzurro con le estremità bifide, il motto in caratteri romani maiuscoli d'argento: PRAEDA VILIS VIGILATQUE POMA. Ornamenti esteriori di Comune D.P.R. del 25 novembre 1976 Gonfalone: Drappo di giallo… |                        |
|        | Zeccone Semitroncato partito: nel PRIMO, di rosso, alle sette spighe di grano d’oro, impugnate, legate d’azzurro; nel SECONDO, di azzurro, alla cornucopia di oro con fiori e frutti al naturale; nel TERZO, di verde, all’aquila di argento, linguata e allumata di rosso, accompagnata da sei bisanti d’oro, tre male ordinati in capo, tre bene ordinati in punta D.P.R. dell'8 settembre 2000 |                        |
|        | Zeme Troncato: il PRIMO, partito d'oro e di rosso, all'aquila partita di nero e di argento, attraversante; il SECONDO, di argento, al castello di rosso, mattonato di nero, torricellato di uno, merlato alla guelfa, cinque merli nel corpo principale, quattro nella torre, finestrato di tre in fascia sopra la porta, di nero, esso castello chiuso dello stesso, fondato in punta, attraversante la banda diminuita, di azzurro. Ornamenti esteriori da Comune. D.P.R. del 28 settembre 2007 Gonfalone: Drappo di giallo con la bordatura di rosso…                                     |                        |
|        | Zenevredo |                        |
|        | Zerbo |                        |
|        | Zerbolò D’argento, al biscione d’azzurro, coronato all’antica d’oro, ingollante a metà un putto di carnagione, posto in maestà con le braccia aperte; alla bordura composta d’oro e di azzurro. Ornamenti esteriori di Comune D.P.R. del 13 febbraio 1954 Gonfalone: Drappo di azzurro… D.P.R. del 13 febbraio 1954 |                        |
|        | Zinasco Inquartato: il primo di rosso ad una croce d'argento; il secondo d'argento a cinque fasce d'azzurro, abbassato da un capo d'oro caricato da un'aquila di nero; il terzo troncato: a) d'oro ad un'aquila di nero; b) d'azzurro ad un cervo al naturale fermo su collina di verde alberata e accostata da un pozzo mattonato di rosso; il quarto di rosso ad un castello d'argento, torricellato di uno, merlato alla guelfa, murato di nero, fondato su campagna di verde. Ornamenti esteriori da Comune D.P.R. del 26 febbraio 1982 Gonfalone: Drappo partito di bianco e d'azzurro… |                        |

## Ex comuni
| Stemma | Ex Comune e blasonatura | Gonfalone |
| ------ | --- | --------- |
|        | Albaredo Arnaboldi (dal 2023 incorporato nel comune di Campospinoso Albaredo) Partito: nel PRIMO, d'oro, ai tre pioppi di verde, fustati al naturale, nodriti nella pianura di azzurro, il pioppo centrale con altezza e larghezza maggiori; nel SECONDO, di rosso, al leone d'oro, allumato di rosso, accompagnato in punta da due gigli d'oro, ordinati in fascia. Ornamenti esteriori da Comune. D.P.R. del 14 ottobre 1998 Gonfalone: Drappo partito di rosso e di verde… |           |
|        | Bastida de' Dossi (dal 2014 soppresso per la costituzione del comune di Cornale e Bastida) |           |
|        | Canevino (dal 2019 fa parte del comune di Colli Verdi) D'argento, alla gemella d'azzurro in fascia, attraversata dalla spiga di grano d'oro, nodrita nella pianura di verde. |           |
|        | Cornale (dal 2014 soppresso per la costituzione del comune di Cornale e Bastida) Semipartito troncato: il PRIMO, di rosso, all'arbusto di corniolo, di verde, fustato e sradicato al naturale, fruttato di rosso; il SECONDO, di azzurro, al toro furioso, d'oro, allumato di rosso; il TERZO, di verde, alle tre fasce diminuite, ondate, di azzurro. Ornamenti esteriori da Comune. Gonfalone: Drappo partito di giallo e di rosso… D.P.R. del 18 luglio 2006 |           |
|        | Corteolona (dal 2016 soppresso per la costituzione del comune di Corteolona e Genzone) Di rosso, alla pergamena al naturale, caricata da una corona d'oro e da due spade una d'oro l'altra d'argento, passanti nella stessa croce di S. Andrea, il tutto accompagnato in capo da una bilancia pure d'oro. Ornamenti esteriori da Comune. D.P.R. del 26 febbraio 1976 Gonfalone: Drappo giallo riccamente ornato di ricami d'argento e caricato dello stemma sopra descritto con la iscrizione centrata in argento: Comune di Corteolona. |           |
|        | Genzone (dal 2016 soppresso per la costituzione del comune di Corteolona e Genzone) Stemma semitroncato partito: nel PRIMO, di rosso, alle sette spighe di grano, di oro, impugnate, legate di verde; nel SECONDO, di azzurro, alle due stelle di otto raggi, poste in palo, d'oro; nel TERZO, di verde, alle tre fasce ondate, di azzurro. Ornamenti esteriori di Comune. D.P.R. 24 settembre 1997 Gonfalone: Drappo di giallo… |           |
|        | Valverde (dal 2019 fa parte del comune di Colli Verdi) Semitroncato partito: nel primo, di verde, alla lettera maiuscola V, d'oro; nel secondo, di rosso, allo spino di verde, fogliato di quattro dello stesso, due foglie per parte, fiorito di cinque d'argento, due fiori per parte alternati alle foglie, il quinto sulla sommità; nel terzo, di azzurro, alla torre d'oro, murata di nero, merlata alla guelfa di quattro, finestrata di uno di nero, chiusa dello stesso, fondata sulla collina trapezoidale di verde, questa fondata in punta. Ornamenti esteriori di Comune. D.P.R. dell'8 gennaio 1999 Gonfalone: drappo partito di azzurro e di rosso… |           |